# 1958 a jogalkotásban
1958-ban az alábbi jogszabályokat alkották meg:

## Magyarország

### Törvények (3)
- 1958. évi I. törvény 	 a Magyar Népköztársaság 1958. évi költségvetéséről
- 1958. évi II. törvény 	 az 1958–1960. évi hároméves népgazdaságfejlesztési terv irányelveiről
- 1958. évi III. törvény 	 az országgyűlési képviselők, valamint a tanácsok tagjainak választásáról szóló jogszabályok módosításáról és kiegészítéséről

### Törvényerejű rendeletek (42)
- Forrás: Törvényerejű rendeletek teljes listája (1949 - 1989)
- 1958. évi 1. tvr. a Magyar Népköztársaság és a Szovjet Szocialista Köztársaságok Szövetsége között Budapesten, 1957. évi augusztus hó 24. napján aláírt konzuli egyezmény kihirdetéséről (jan. 3.)[1]
- 1958. évi 2. tvr. a Magyar Népköztársaság és a Szovjet Szocialista Köztársaságok Szövetsége között a kettős állampolgárságú személyek állampolgárságának rendezéséről Budapesten, 1957. augusztus 24-én aláírt egyezmény kihirdetéséről (jan. 3.)[1]
- 1958. évi 3. tvr. a műsoros előadásokról szóló 1955. évi 13. tvr. módosításáról (jan. 3.)[1]
- 1958. évi 4. tvr. a Magyar Testnevelési és Sport Tanács létesítéséről (jan. 12.)
- 1958. évi 5. tvr. a polgári perrendtartás egyes rendelkezéseinek módosításáról szóló 1957. évi VIII. törvény hatályba-lépéséről és végrehajtásáról (febr. 16.)
- 1958. évi 6. tvr. a hegyközségekről (febr. 18.)
- 1958. évi 7. tvr. a tanácsok községfejlesztési munkájának egységes szabályozásáról (febr. 18.)
- 1958. évi 8. tvr. a mezőgazdasági lakosság általános jövedelemadójáról szóló tvr.ek módosításáról és kiegészítéséről (febr. 18.)
- 1958. évi 9. tvr. a kisiparosok ipargyakorlásáról (febr. 18.)
- 1958. évi 10. tvr. a Termelőszövetkezeti Tanács létesítéséről szóló 1951. évi 33. tvr. módosításáról (márc. 23.)
- 1958. évi 11. tvr. a Párizsban, 1948. évi november hó 19-én kelt kábítószerjegyzőkönyv kihirdetéséről (márc. 27.)
- 1958. évi 12. tvr. az ügyvédi hivatás gyakorlásáról és az ügyvédek szervezeteiről (márc. 30.)
- 1958. évi 13. tvr. az állami tulajdonba vett házingatlanokkal kapcsolatos egyes kérdések rendezéséről szóló 1957. évi 28. tvr. módosításáról (máj. 3.)
- 1958. évi 14. tvr. a tanácsok bankhitel igényléséről (máj. 4.)
- 1958. évi 15. tvr. a Magyar Népköztársaság és a Csehszlovák Köztársaság között az államhatár rendjének szabályozása tárgyában 1956. évi október hó 13. napján Prágában aláírt szerződés kihirdetéséről (máj. 7.)
- 1958. évi 16. tvr. a büntető eljárás egyes rendelkezéseinek módosításáról (máj. 25.)
- 1958. évi 17. tvr. a termelési és a terményértékesítési szerződésről (máj. 27.)
- 1958. évi 18. tvr. a rabszolgaságra vonatkozóan Genfben, 1926. évi szeptember hó 25. napján kelt Egyezmény módosítása tárgyában New Yorkban, 1953. évi december hó 7. napján kelt Jegyzőkönyv és Melléklete, továbbá a rabszolgaság, a rabszolga kereskedés, valamint a rabszolgasághoz hasonló intézmények és gyakorlatok eltörlése tárgyában Genfben, 1956. évi szeptember hó 7. napján kelt Kiegészítő Egyezmény kihirdetéséről (jún. 6.)
- 1958. évi 19. tvr. a Magyar Népköztársaság és a Német Demokratikus Köztársaság között Budapesten, 1957. évi július hó 3. napján aláírt konzuli egyezmény kihirdetéséről (jún. 8.)
- 1958. évi 20. tvr. a Magyar Népköztársaság és a Német Demokratikus Köztársaság között a polgári, családjogi és bűnügyi jogsegély tárgyában Berlinben az 1957. évi október hó 30. napján aláírt szerződés kihirdetéséről (jún. 8.)
- 1958. évi 21. tvr. a tartási és gondozási kötelezettség teljesítésének büntetőjogi védelméről (aug. 3.)
- 1958. évi 22. tvr. a Magyar Népköztársaság Kormánya és a Szovjet Szocialista Köztársaságok Szövetségének Kormánya között a szovjet csapatoknak a Magyar Népköztársaság területén való ideiglenes tartózkodásával kapcsolatos ügyekben kölcsönösen nyújtandó jogsegély tárgyában Budapesten 1958. évi április hó 24. napján aláírt egyezmény kihirdetéséről (aug. 17.)
- 1958. évi 23. tvr. a Magyar Népköztársaság Kormánya és a Román Népköztársaság Kormánya között aláírt egészségügyi együttműködési egyezmény kihirdetéséről (aug. 19.)
- 1958. évi 24. tvr. a Hivatalos Mérésügyi Nemzetközi Szervezet létesítése tárgyában Párizsban, 1955. évi október hó 12-én kelt egyezmény kihirdetéséről (aug. 20.)
- 1958. évi 25. tvr. az erdőbirtokossági társulatok jövedelemadójáról (szept. 6.)
- 1958. évi 26. tvr. a tanító- és óvónőképzésről (szept. 6.)
- 1958. évi 27. tvr. az élelmiszerek és italok előállításáról és forgalmáról (szept. 6.)
- 1958. évi 28. tvr. a tudományos fokozatok elnyerésével kapcsolatos egyes rendelkezések alkalmazásának átmeneti felfüggesztésére vonatkozó 1957. évi 31. tvr. hatályon kívül helyezéséről (szept. 6.)
- 1958. évi 29. tvr. a tudományos minősítés rendszerének továbbfejlesztéséről (szept. 6.)
- 1958. évi 30. tvr. a Magyar Népköztársaság Kormánya és a Csehszlovák Köztársaság Kormánya között vámegyüttműködés és vámügyi segítségnyújtás tárgyában Budapesten, az 1958. évi május hó 8. napján aláírt egyezmény kihirdetéséről (szept. 21.)
- 1958. évi 31. tvr. a kötelező szakmai gyakorlatra vonatkozó rendelkezés hatályon kívül helyezéséről szóló 1957. évi 46. tvr. módosításáról (szept. 24.)
- 1958. évi 32. tvr. az életnek a tengeren való oltalma tárgyában 1948. évi június hó 10-én Londonban kötött egyezmény kihirdetéséről (okt. 3.)
- 1958. évi 33. tvr. a termelési és a terményértékesítési szerződésről szóló 1958. évi 17. tvr. kiegészítéséről (okt. 17.)
- 1958. évi 34. tvr. a Magyar Népköztársaság Kormánya és a Német Demokratikus Köztársaság Kormánya között az állategészségügy terén történő együttműködésről Berlinben, 1957. évi november hó 13. napján kötött egyezmény kihirdetéséről (nov. 7.)
- 1958. évi 35. tvr. az újonnan megválasztott tanácsok első ülésének összehívásáról (nov. 17.)
- 1958. évi 36. tvr. a Magyar Népköztársaság és a Szovjet Szocialista Köztársaságok Szövetsége között a vámkérdésekben történő együttműködésről és kölcsönös segítségnyújtásról Budapesten, az 1958. évi július hó 21. napján aláírt egyezmény kihirdetéséről (nov. 22.)
- 1958. évi 37. tvr. a Magyar Népköztársaság Kormánya és a Német Demokratikus Köztársaság Kormánya között az egészségügyi együttműködés tárgyában Berlinben, 1958. június 14-én aláírt egyezmény kihirdetéséről (dec. 14.)
- 1958. évi 38. tvr. a Magyar Népköztársaság és a Szovjet Szocialista Köztársaságok Szövetsége között a polgári, családjogi és bűnügyi jogsegély tárgyában Moszkvában, 1958. évi július hó 15. napján aláírt szerződés kihirdetéséről (dec. 20.)
- 1958. évi 39. tvr. az ügyvédi kamarai szervek tisztségeinek és tisztségviselői létszámának megállapításáról (dec. 20.)
- 1958. évi 40. tvr. a dolgozók társadalombiztosítási nyugdíjáról (dec. 24.)
- 1958. évi 41. tvr. az 1956. évi október hó 23. napját követően jogellenesen külföldre távozott kiskorúak vagyonjogi helyzetével kapcsolatos egyes kérdések szabályozásáról (dec. 29.)
- 1958. évi 42. tvr. a fontos és bizalmas munkakörök betöltéséről szóló 1957. évi 66. tvr. kiegészítéséről (dec. 29.)

### Kormányrendeletek
- 1/1958. (I. 3.) Korm. rendelet Az Első Dunagőzhajózási Társaság magyarországi nyugdíjkötelezettségeinek a magyar állam terhére történő átvállalásáról[1]
- 2/1958. (I. 5.) Korm. rendelet A kisajátításról szóló 1955. évi 23. számú törvényerejű rendelet végrehajtása tárgyában kibocsátott 56/1955. (VIII. 31.) M. T. számú rendelet módosításáról[2]
- 5/1958. (I. 15.) Korm. rendelet A mezőgazdasági termelésre alakult szövetkezetek működésének engedélyezése
- 11/1958. (II. 9.) Korm. rendelet A mezőgazdasági termelőszövetkezetek jövedelemadója
- 16/1958. (II. 18.) Korm. rendelet Az amerikai (kolorádó) burgonyabogár által veszélyeztetett területekről származó burgonya felhasználásának és forgalmának növényvédelmi szempontból történő szabályozása
- 23/1958. (III. 18.) Korm. rendelet A gépállomások által a közös szérűn kívül végzett gabonacséplés munkadíjának újabb rendezése
- 25/1958. (III. 27.) Korm. rendelet Az állategészségügy rendezéséről szóló 21/1953. (V. 15.) MT számú rendelet egyes rendelkezéseinek kiegészítése, illetőleg módosítása
- 39/1958. (VI. 10.) Korm. rendelet Az öntözéshez, valamint a haltenyésztéshez szükséges víz felhasználásának és díjának szabályozása
- 45/1958. (VII. 30.) Korm. rendelet az állami szervek iratainak védelméről és selejtezéséről
- 60/1958. (XI. 17.) Korm. rendelet A nemesített növényfajták minősítésének újabb szabályozása
- 66/1958. (XII. 14.) Korm. rendelet Termelőszövetkezeti Vagyonkezelési Alap létesítése és a feloszlott termelőszövetkezetek tartozásainak rendezése

### Egyéb fontosabb jogszabályok

#### Miniszteri rendeletek
- 1/1958. (I. 30.) FM—AH. rendelet A keltetőtojás és a géppel keltetett napos baromfi 1958. évi árának megállapítása
- 2/1958. (II. 4.) FM rendelet A gépállomási szerződések megkötése
- 1/1958. (II. 9.) PM—FM együttes rendelet  A mezőgazdasági termelőszövetkezetek, termelőszövetkezeti csoportok és a halászati termelőszövetkezetek pénz- és hitelgazdálkodásának rendszere és az azzal kapcsolatos ellenőrzés módszere
- 3/1958. (II. 9.) FM rendelet  A gépi munkák és a gépbérlet díjának megállapítása
- 4/1958. (II. 11.) FM—AH rendelet  A paprikaminősítési díjak módosítása
- 5/1958, (II. 13.) FM rendelet A vadászatról és a vadgazdálkodásról szóló 1957. évi 43. sz. tvr. végrehajtása
- 1/1958. (II. 16.) IM rendelet a polgári per- rendtartás módosításáról szóló 1957. évi VIII. törvény egyes rendelkezéseinek végrehajtásáról, valamint a polgári és a büntetőeljárás terén szükséges egyéb rendelkezésekről
- 2/1958. (II. 16.) IM rendelet a költségmentességnek, az illetékmentességnek, valamint az illetékfeljegyzési jognak a bírósági eljárásban való alkalmazásáról
- 6/1958. (II. 25.) FM rendelet Mezőgazdasági termelőszövetkezeteknél mezőgazdászok alkalmazása
- 7/1958. (III. 1.) FM rendelet Az 1958. évi halászati és horgászati tilalmi idők, továbbá a halgazdálkodással összefüggj egyes halászati és horgászati korlátozások megállapítása
- 2/1958. (III. 9.) MM rendelet a kulturális javak nemzetközi védelmének biztosítása érdekében magyar tanácsadó bizottság szervezéséről
- 1/1958. (III. 23.) EüM rendelet a közgyógyellátásról
- 2/1958. (III. 27.) PM—FM együttes rendeletA földművesszövetkezeteknek a keretükben működő termelői szakcsoportokkal és mezőgazdasági társulásokkal kapcsolatos pénz- és hitelgazdálkodása
- 8/1958. (III. 27.) FM—ÁH rendelet Az állami gazdaságok, valamint a termelőszövetkezetek és egyéni termelők által az 1957/1958. gazdasági évben szerződés alapján termelt vetőmagvak és egyéb termények átvételi árának megállapításáról szóló 7/1957. (X. 8.) FM—ÁH. sz. rendelet kiegészítése és módosítása
- 9/1958. (IV. 3.) FM rendelet Az Országos Szőlő- és Gyümölcsfajta Szelekciós Felügyelőség létesítése
- 10/1958. (IV. 15.) FM rendelet A kötelező arankairtás és az arankafertőzés lehetőségének megszüntetése
- 11/1958. (V. 8.) FM rendelet A gabonafutrinka és lárvája elleni kötelező védekezés
- 12/1958. (V. 8.) FM rendelet Egyes tömegesen fellépő állati kártevők veszélyes kártevőkké nyilvánítása
- 13/1958. (V. 24.) FM rendelet A közös szérűn kívül végzett gabonacséplés díjának megállapítása
- 17/1958. (VI. 26.) FM rendelet A növényvédelmi gépi munkák és gépbérlet díjának megállapítása
- 18/1958. (VI. 26.) FM rendelet A sertéspestis elleni kötelező védőoltás
- 6/1958. (VII. 4.) IM rendelet a hagyatéki eljárásról
- 19/1958. (VII. 12.) FM rendelet A növénytermelési szerződésben vállalt kötelezettség teljesítésének megerősítésére vonatkozó kötbér mértékének megállapítása
- 20/1958. (VII. 31.) FM rendelet Az 1958—59. évi vadászati idény és tilalmi idők megállapítása
- 21/1958. (VIII. 5.) FM—AH rendelet  Az állami gazdaságok, valamint a termelőszövetkezetek és egyéni termelők által az 1958—59. gazdasági évben szerződés alapján termelt vetőmagvak és egyéb termények átvételi árának megállapítása
- 7/1958. (VIII. 17.) IM rendelet a Magyar Népköztársaság Kormánya és a Szovjet-Szocialista Köztársaságok Szövetségének Kormánya között a szovjet csapatoknak a Magyar Népköztársaság területén való ideiglenes tartózkodásával kapcsolatos ügyekben kölcsönösen nyújtandó jogsegély tárgyában Budapesten, 1958. évi április hó 24. napján aláírt egyezmény kihirdetéséről szóló 1958. évi 22. számú törvényerejű rendelet végrehajtásáról;
- 22/1958. (IX. 15.) FM rendelet A szarvasmarhagümőkór elleni védekezés
- 5/1958. (IX. 24.) KPM rendelet Az Előfizetői Távgépíró) Szabályzat kiadásáról
- 1/1958. (X. 17.) Élm. M.—FM.—ÁH együttes rendelet A mezőgazdasági termelésre alakult szövetkezetektől terményértékesítési szerződés alapján átvett borszőlő, must és bor nagyüzem felára
- 23/1958. (X. 24.) FM rendelet Az állati eredetű élelmiszerek állatorvosi ellenőrzése
- 24/1958. (XI. 30.) FM—ÁH  rendelet Egyes kukoricavetőmagvak bruttó termelői, nagykereskedelmi és fogyasztói árainak újabb megállapítása
- 25/1958. (XI. 30.) FM—AH rendelet A tenyészbikaárak megállapítása
- 10/1958. (XII. 20.) IM rendelet a Moszkvában 1958. évi július hó 15. napján kelt magyar— szovjet polgári, családjogi és bűnügyi jogsegélyszerződés végrehajtásáról;
- 26/1958. (XII. 29.) FM rendelet A nemesített napraforgóvetőmag termelése

#### Kormányhatározatok
- 1.001/1958. (I. 5.) Korm. határozat Az 1960. évi népszámlálás előkészítéséről[2]
- 1.005/1958. (II. 4.) Korm. határozat A termésbecslés rendszerének további fenntartása
- 1.006/1958. (II. 9.) Korm. határozat A mezőgazdasági termelőszövetkezetek pénz- és hitelgazdálkodása
- 1.011/1958. (III. 18.) Korm. határozat a Budapesten működő diplomáciai testület tagjainak lakásbérleti jogviszonyával kapcsolatos egyes kérdések rendezéséről
- 1.016/1958. (V. 1.) Korm. határozat A Termelőszövetkezeti Tanács tagjainak kinevezése
- 1.017/1958. (V. 1.) Korm. határozat A mezőgazdasági szövetkezeti mozgalom fejlesztéséről szóló 1.091/1956. (IX. 11.) sz. minisztertanácsi határozat módosítása
- 1.021/1958. (V. 1.) Korm. határozat Az országos termelési versenyben legjobb eredményeket elért mezőgazdasági termelőszövetkezetek kitüntetése
- 1.024/1958. (VI. 28.) Korm. határozat  Az amerikai (kolorádói) burgonyabogár elleni védekezés fokozása
- 1.031/1958. (VIII. 17.) Korm. határozat A tíz éve működő mező- gazdasági termelőszövetkezetek és tíz éves tagsággal rendelkező alapító tagjaik kitüntetése
- 1.041/1958. (X. 26.) Korm. határozat  A termelőszövetkezetek gazdasági megerősítését és fejlesztését szolgáló intézkedésekről szóló 3.004/1958. Korm. számú határozat végrehajtása